# Erannis invariabilis
Erannis invariabilis är en fjärilsart som beskrevs av Warnecke 1951. Erannis invariabilis ingår i släktet Erannis och familjen mätare. Inga underarter finns listade i Catalogue of Life.